# Ratpenat de Natterer

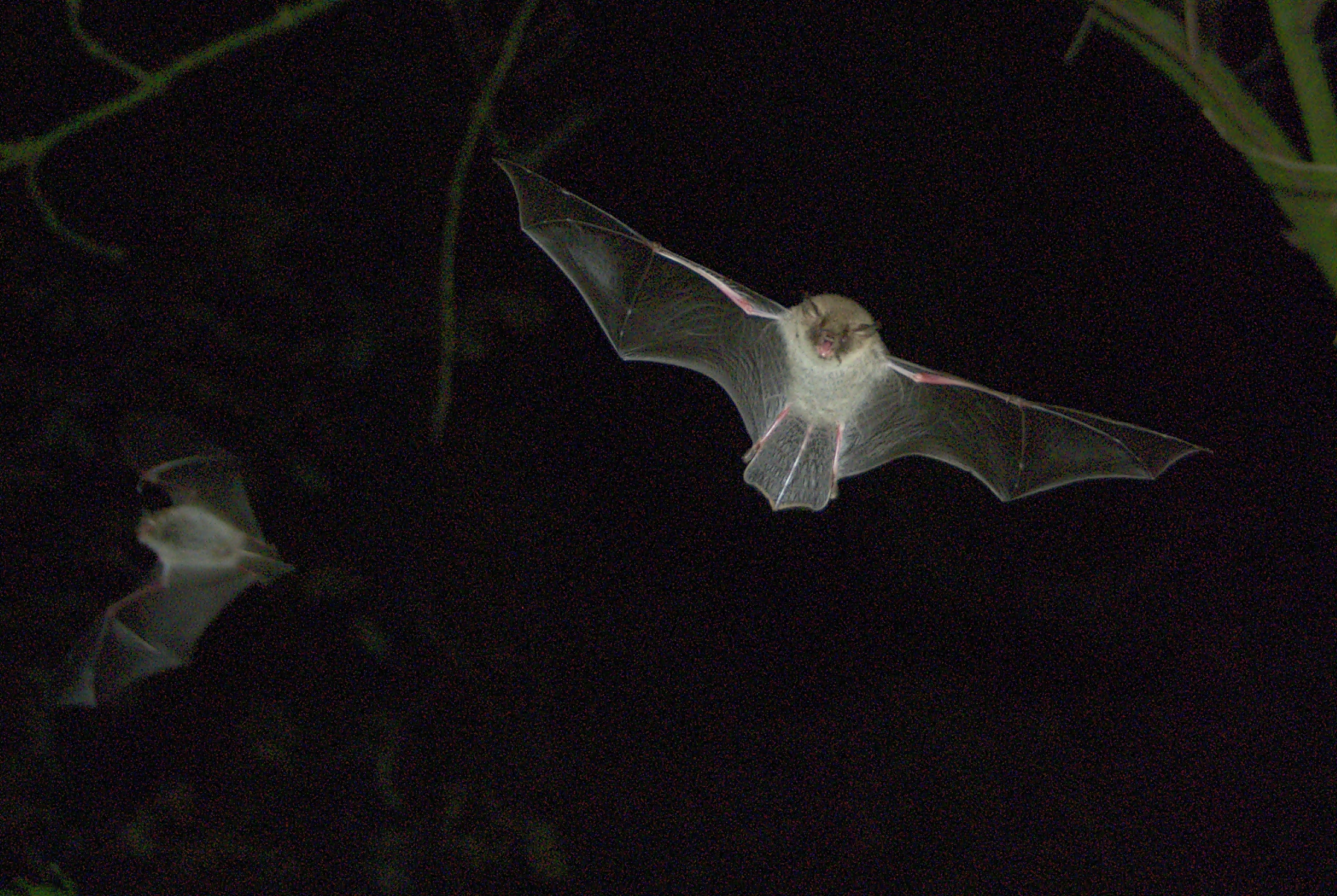
Exemplars de ratpenats de Natterer volant.

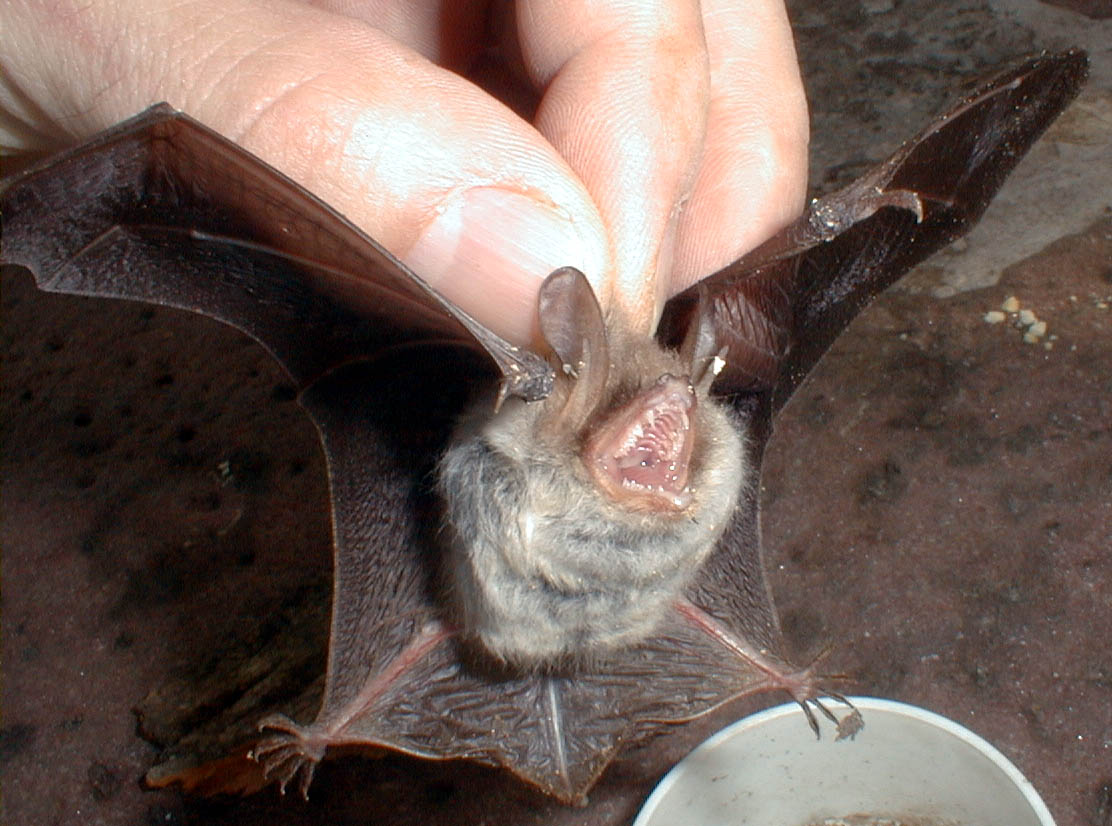
Ratpenat de Natterer.

El ratpenat de Natterer (Myotis nattereri) és una espècie que es troba arreu d'Europa.

## Descripció
És un ratpenat de musell allargat i cònic, amb un bigoti de pèls més llargs que els ordinaris al llavi superior. Les orelles, relativament llargues, excedeixen de 2 a 4 mm l'extrem del musell i presenten un tragus acabat en punta que supera la meitat del pavelló. El caràcter que més fàcilment permet reconèixer l'espècie, però, és la presència d'una franja densa de pèls rígids i corbats a la vora externa de l'uropatagi. Les ales són amples, i, els peus, relativament llargs i estrets.
El pelatge és llarg, solt, de color gris clar amb tonalitats marronoses per la part dorsal i molt més clar, blanc grisós, per la part ventral. Les orelles i les membranes alars són de color marró grisós clar i el tragus, de color gris groguenc, es va enfosquint cap a la punta.
Dimensions corporals: cap + cos (40-55 mm), cua (38 -47 mm), avantbraç (35 -43 mm) i l'envergadura alar (245 -300 mm).
Pes: 5 -12 g.

## Hàbitat
Boscos on pot trobar aigua, com també altres ambients no excessivament secs i poblacions. Empra refugis de tota mena: coves, mines, forats dels arbres, edificacions humanes abandonades, etc.

## Distribució
Es troba arreu d'Europa: les Illes Britàniques, Espanya, Itàlia, França, l'Europa Central, el sud de Dinamarca, de Suècia i de Finlàndia, l'Europa de l'Est fins a Moscou i Kíiv, els Balcans, el Caucas i diversos punts de la Mediterrània com Mallorca, Menorca, Eivissa, Còrsega, Sardenya, Xipre, la costa de Turquia, de Síria i el Marroc.

## Costums
De costums poc rígids, l'hora que surt a caçar és variable i, fins i tot, se'l pot veure volar durant el dia. Vola a poca altura, generalment entre 1 i 4 m, amb un moviment de les ales lent i vibrant, molt apte per a maniobrar en espais reduïts.
A l'hivern té poca tendència a constituir colònies, mentre que a la primavera i a l'estiu es reuneix en grups de més d'un centenar d'individus, que poden coexistir amb altres espècies.

## Espècies semblants
Els altres ratpenats del gènere Myotis de morfologia i dimensions semblants no presenten una franja de pèls a la vora externa de l'uropatagi.
El ratpenat d'orelles dentades, que és l'espècie que més s'hi assembla, té el pelatge d'aspecte llanós, de tonalitats vermelloses pel dors i presenta una osca a la base de l'orella.